# Gyhum
Gyhum är en kommun och ort i Landkreis Rotenburg i förbundslandet Niedersachsen i Tyskland.
Kommunen ingår i kommunalförbundet Samtgemeinde Zeven tillsammans med ytterligare tre kommuner.